# Fortunat de Valence
Pour les articles homonymes, voir Saint Fortunat.
Fortunat de Valence, mort vers 212, est un diacre, fondateur de l’Église de Valence, dans la Drôme, avec Félix et Achillée. Martyrs, ils sont tous les trois reconnus saints par l'Église.
Disciple de Saint Irénée de Lyon. Sa fête est le 23 avril.